# نظرية الصراع الاجتماعي الممتد
 الصراع الاجتماعي الممتد هو تعبير نظري طوره ادوارد عازار، ويشير إلى الصراعات الطويلة الامد أي المعقدة والشائكة والتي عادة ما تتميز بطابع العنف. من الامثلة على الصراعات الاجتماعية الممتدة: الصراع العربي الاسرائيلي والحرب الأهلية الرواندية.
يصبح الصراع الاجتماعي الممتد حتمياً عندما تصبح هوية اطراف الصراع تحت مهددة. يشي مصطلح الصراع الاجتماعي الممتد بتفاعلات عنيفة متجذرة في التمايزات العرقية والدينية والحضارية بين اطراف الصراع، بحيث تمتد على مدار سنوات طويلة تتخللها مواجهات عنيفة. 

## حل صراع اجتماعي ممتد
يقول ادوارد عازار:
مقاربات حل النزاعات التي تركز على المصادر ومصالح اطراف النزاع بامكانها ان توفر سبل مناسبة لحل الازمات المتعلقة بالمصادر والمصالح فقط، لكن في حالة الصراع الاجتماعي الممتد الأمر يتعلق بهويات الاطراف، وهذا يتطلب اطار نظري يركز على حاجات الاطراف المتنازعة وهوياتهم.

## الصراع الاجتماعي الممتد في سيريلانكا

نسب توزيع التامليون في محافظات سيريلانكا بين 1981 إلى 2001.

تشكل المجموعتان العرقيتان الأكبر في سيريلانكا طرفي نزاع دامٍ منذ العام 1948: التامليون وهمهندوس يشكلون 18٪ من السكان، والسنهاليون الذين يدينون بالبوذية ويشكلون 74٪ من السكان.

## الصراع الاجتماعي الممتد في قبرص

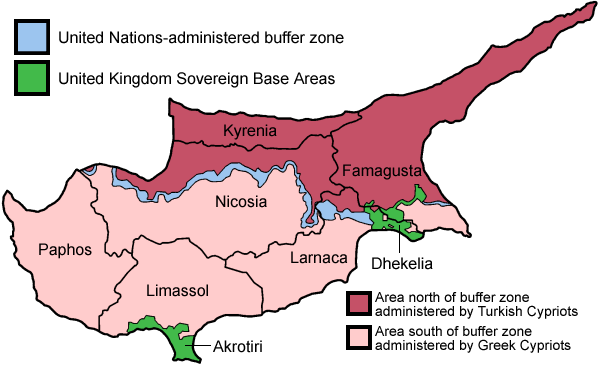
تقسيم قبرص